# سلطان‌آباد (جماعت)
سلطان‌آباد جماعت و شهرکی در کشور تاجیکستان است که در ناحیهٔ رودکی ناحیه‌های تابع جمهوری قرار دارد. جمعیت این جماعت ۱۰۳۰۶ است.